# Convento di Santa Maria la Nova
Il convento di Santa Maria la Nova è stato un convento di Napoli, sotto l'ordine dei Frati Minori, attivo tra dal 1279 al 1811; fa parte del complesso monumentale di Santa Maria la Nova e nei suoi locali sono ospitati il Museo d'arte religiosa contemporanea e l'Università telematica "Pegaso".

## Storia
Il convento è stato costruito a partire dal 1279, anno in cui iniziano i lavori di edificazione della chiesa di Santa Maria la Nova, dopo la donazione del terreno da parte di Carlo I d'Angiò, a seguito dell'abbattimento della chiesa di Santa Maria ad Palatium, con annesso monastero dei frati minori, per far posto al Maschio Angioino. Nel corso degli anni il convento ha ospitato la congregazione del Monte de' Musica, una scuola per formare cantori, calligrafi e poeti, hanno lavorato copisti, nel XV secolo, ed è stato sede di studi scientifici e teologici, soprattutto nel XVII secolo, oltre ad ospitare un'infermeria, attiva anche dopo la sua chiusura. Con l'arrivo dei francesi a Napoli, Gioacchino Murat decreta lo scioglimento degli ordini monastici nel regno e il convento viene chiuso nel 1811.

## Descrizione

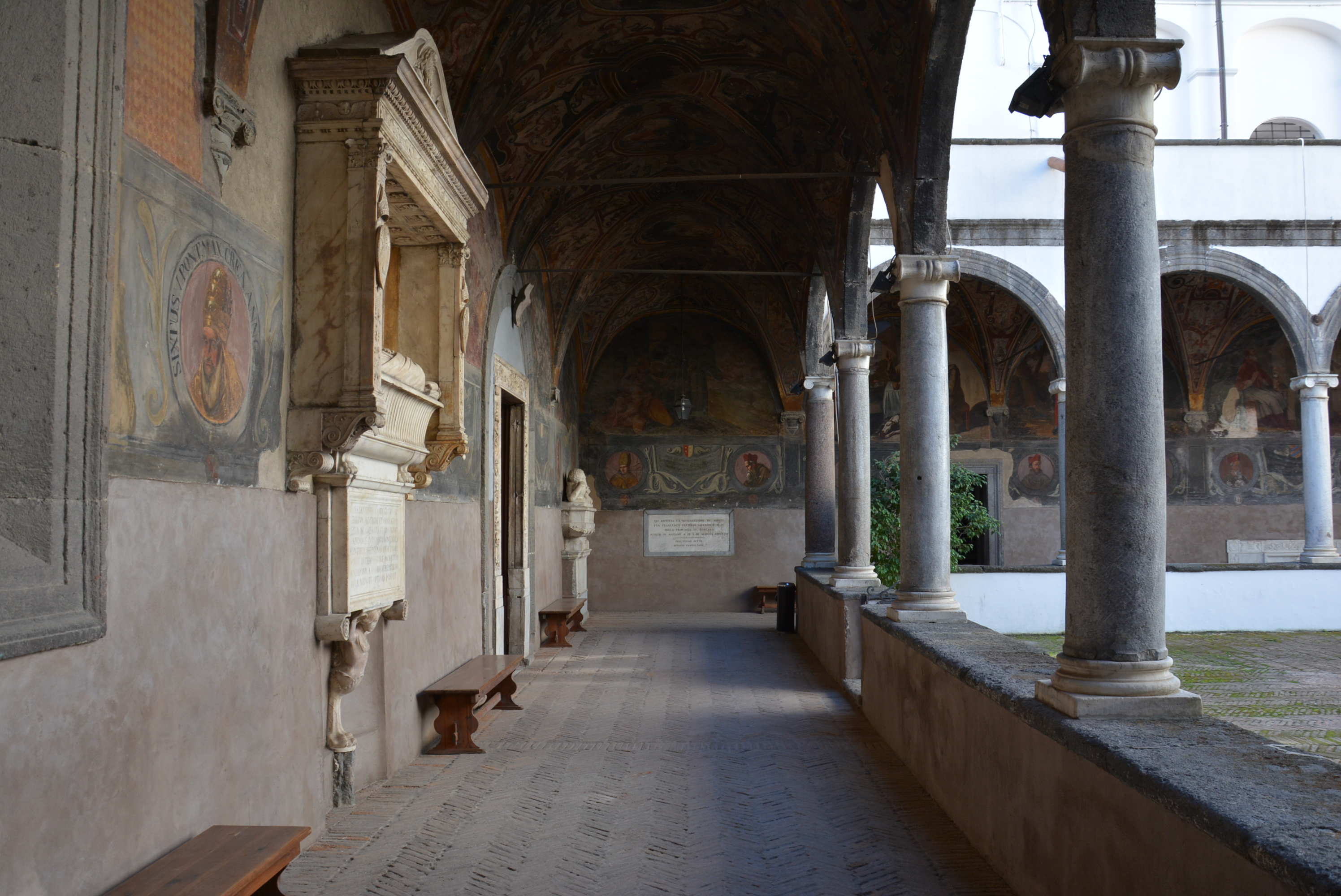
L'ambulacro del chiostro minore

L'ingresso del convento è posto sul lato sinistro della chiesa di Santa Maria la Nova, poco dopo il termine della muratura del cappellone di San Giacomo della Marca, in quella che precedentemente era la cappella dedicata a sant'Onofrio: questo verte su due chiostri, quello minore, appartenente al complesso monumentale di Santa Maria la Nova, e quello maggiore, destinato agli uffici della provincia.
Il chiostro minore, detto anche di San Giacomo, risale alla fine del XVI secolo, opera di Giovanni Cola di Franco, è di forma rettangolare, circondato sui quattro lati da un colonnato con colonne ioniche che poggiano su un muretto interrotto in quattro punti, dove un cancelletto in ferro battuto permette l'accesso alla corte centrale, nella quale è presente un puteale in marmo. L'ambulacro è arricchito con un ciclo di affreschi su san Giacomo della Marca, attribuiti ad Andrea De Lione ed aiuti, realizzato alla fine del XVII secolo; nella stessa zona inoltre sono poste diverse tombe, custodite precedentemente nella chiesa prima dei lavori di ricostruzione alla fine del XVI secolo: lapide di Pascale Diaz Garlon del 1487, monumento sepolcrale Macedonio, monumento sepolcrale di Costantino Castriota Scanderberg del 1500, realizzato da Jacopo della Pila, monumento di Gaspare Siscaro, sepoltura di Porzia Tomacelli, sepolcro di Matteo Ferrillo del 1499, sempre del della Pila e ritenuta essere da alcuni studiosi la tomba di Dracula, monumento di Sanzio Vitagliano su cui è applicato un Cristo risorto, attribuito a Jacopo della Pila, e della consorte Ippolata Imperato del 1496, sepoltura Trecastelli e sepoltura Vena.

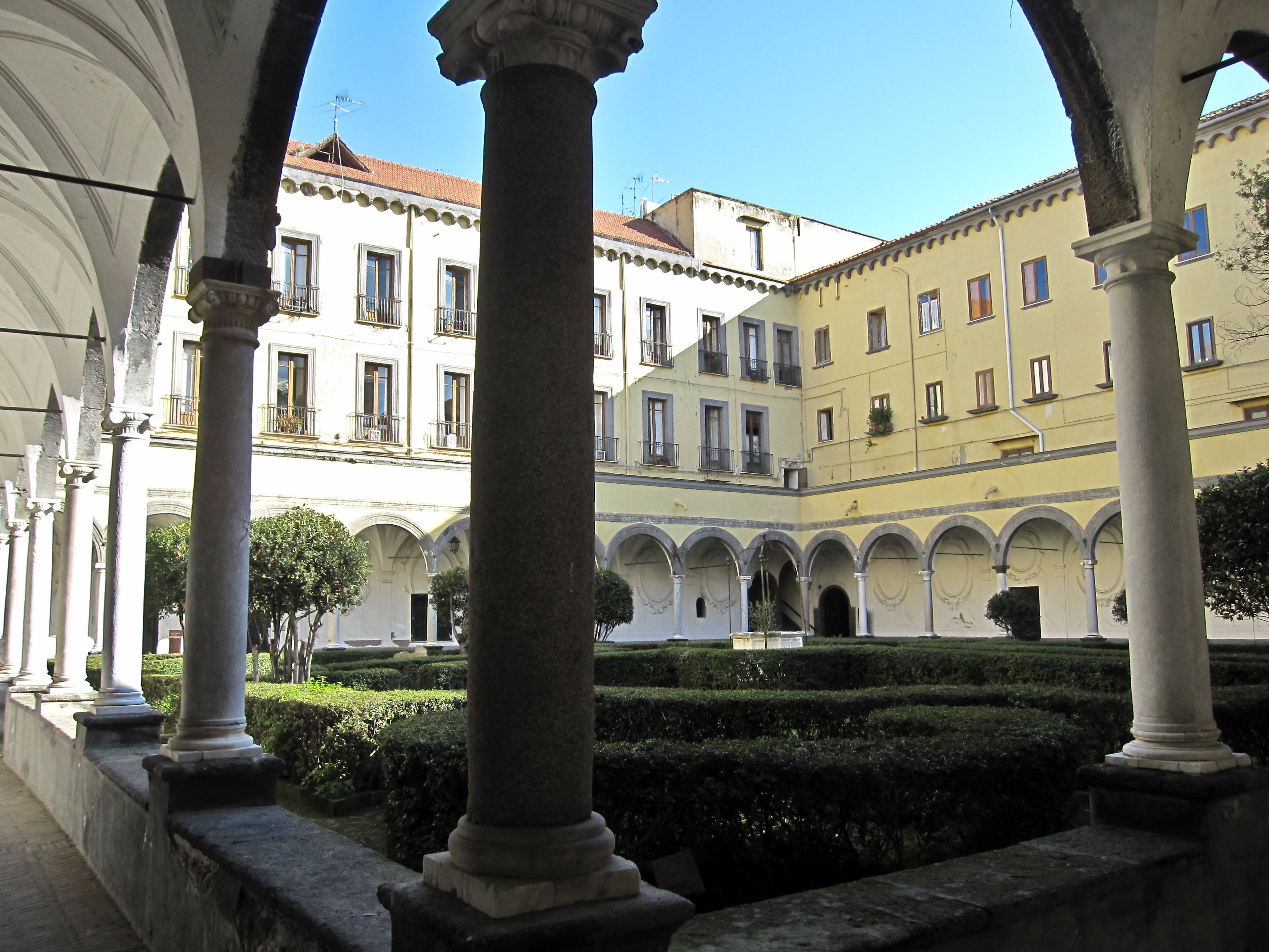
Il chiostro maggiore

Sul lato opposto dell'ingresso al chiostro è posta la sagrestia e il refettorio; quest'ultimo, con volta a conchiglia realizzata nel XVI secolo, è stato diviso in due con una parte che verte nella zona del complesso monumentale ed una in quella degli uffici della provincia: nella prima zona è custodito un affresco di Andrea Sabatini o di Bramantino, Salita al Calvario, oltre ad un pulpito scolpito con bassorilievi raffiguranti san Michele, san Francesco e crocifisso, mentre nella seconda zona affresco di Francesco da Tolentino con parte centrale ritraente Adorazione dei Magi tra i santi Francesco e Bonaventura, nella parte inferiore Annunciazione e Natività e nella lunetta Incoronazione della Vergine; sulla parete di fondo un tondo in marmo con Madonna e Bambino di ignoto dei primi anni del XVI secolo. Tutte le stanze dei piano superiore che vertono sul chiostro minore sono occupate dal museo d'arte religiosa contemporanea, mentre quelle chi si aprono intorno al chiostro, compreso il refettorio, sono utilizzata dall'università telematica Pegaso, per eventi congressuali e cerimonie.
Il chiostro maggiore, detto anche di San Francesco, a cui si accede da un'entrata alla sinistra dell'ingresso del convento, si presenta a pianta quadrata e in stile toscano: ha nove arcate su ciascun lato, con colonne in marmo bianco e capitelli in granito. Fino al 1747 possedeva un ciclo di affreschi, Storie della vita di San Francesco dipinto da Luigi Rodriguez, poi cancellato a causa del cattivo stato di conservazione; tra le opere d'arte, custodisce due statue, una nell'androne, Astronomia, di Girolamo D'Auria, e Diritto, di Francesco Cassano; in una sala, che in passato era in comunicazione con la cucina, si conserva un medaglione raffigurante Madonna con Bambino del XVI secolo.
Annessa al convento era anche un'infermeria, esistente già dal 1575 ed attiva fino alla fine del XIX secolo: i locali occupati sono andati in parte perduti, in parte inglobati nelle abitazioni circostanti; da disegni del 1868 ritrovati presso la sede della provincia di Napoli, questa doveva presentarsi con un cortile, su cui si affacciavano diversi locali, a due piani e con una sorta di ponte che la metteva in diretta comunicazione con la chiesa di Santa Maria la Nova. Nell'infermeria inoltre c'era una chiesa, in origine dedicata a sant'Erasmo, poi profanata e sconsacrata agli inizi del XVI secolo, per poi essere riconsacrata, questa volta alla Santissima Immacolata, di cui ne ospitava la congrega: questa si presentava a navata unica, con due cappelle su ogni lato; subì inoltre lavori di restauro nel 1773, ospitò la sepoltura di Giovanni Paisiello dal 1816, per poi essere abbattuta alla fine del XIX secolo.

## Il Museo d'arte religiosa contemporanea
Al piano superiore dell'edificio, nelle vecchie celle dei monaci, è ospitato il Museo d'arte religiosa contemporanea, allestito nel 2006 grazie ad alcune donazione di opere di diversi artisti, fra i quali Riccardo Dalisi.